# Vele Orjule
Vele Orjule su, iako množinskog naziva, zapravo jedan otočić u Jadranskom moru. 
Nalaze se 1,5 km istočno od otoka Lošinja i otočića Trasorke.
Jugoistočno, u neposrednoj blizini se nalazi otočić Male Orjule.
Najsjevernija točka Velih Orjula je rt Glavičina. U uvali Darvarić na sjeveru otoka su ruševine nekih objekata.
Najviši vrh: Pristavnica, 30m
Zapadno od ovog otoka je dobro i zaklonjeno sidrište.